# Bučany
Bučany jsou obec na Slovensku v okrese Trnava. V roce 2013 zde žilo 2 288 obyvatel. První písemná zmínka o obci pochází z roku 1258.
V obci stojí římskokatolický kostel sv. Margity z roku 1700. Obec se nachází 9 km od Trnavy směrem na Piešťany. Rozloha katastru je 1 658 ha.